# Acropteris deprivata
Acropteris deprivata är en fjärilsart som beskrevs av Arnold Pagenstecher. Acropteris deprivata ingår i släktet Acropteris och familjen Uraniidae. Inga underarter finns listade i Catalogue of Life.